# Air Harrods

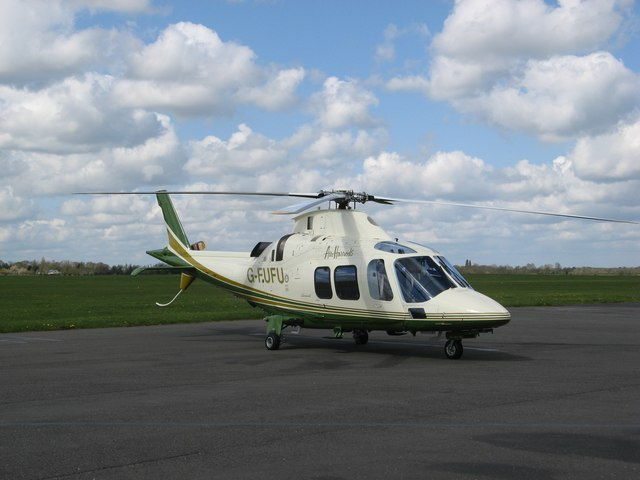
Az Air Harrods Agusta A109S típusú gépe

Az Air Harrods, Mohamed Al Fayed, Harrods cégének charter járatokat üzemeltető ágazata. Központja a London–Stansted repülőtér, flottáját zöld és arany színűre festett helikopterek alkotják. Ezek a Harrods színei. A flottát két új Sikorsky S–76C, egy Agusta 109 Power Elit, egy Augusta A109S Grand és egy 16 személyes Sikorsky S–92 alkotja. A közvélemény megosztottan reagált, mikor látta, hogy Tony Blair egy Harrods géppel utazik a G8-ak csúcstalálkozójára.